# Нові Ічалки
Нові Іча́лки (рос. Новые Ичалки, ерз. Од Ицял веле) — село у складі Ічалківського району Мордовії, Росія. Входить до складу Оброчинського сільського поселення.

## Населення
Населення — 109 осіб (2010; 216 у 2002).
Національний склад (станом на 2002 рік):
- росіяни — 38 %
- мордва — 60 %